# Abercarn
Abercarn - Abercarn en anglès - és un poblet del comtat gal·lès de Sir Caerffili a 19 km de Cardiff i a 129 km de Londres. El 2011 la població era de 6.047 habitants, dels quals 1.910 (31,6%) parlaven gal·lès.